# École nationale supérieure d'architecture de Paris-Val de Seine
L'École nationale supérieure d'architecture de Paris-Val de Seine (ENSAPVS) est un établissement public d’enseignement de l’architecture. L'ENSAPVS est placée sous la tutelle de la direction de l’architecture et du patrimoine (DAPA) du ministère de la Culture et de la Communication. L'école est associée à Université Paris-Cité depuis 2016. 
L'école est située 3-15 quai Panhard-et-Levassor au sein du Campus Paris Rive Gauche, dans le 13e arrondissement de Paris. Ses actuels bâtiments sont l'œuvre de l'architecte Frédéric Borel, lauréat du Grand prix national d'architecture en 2010.

## Histoire
L'École nationale supérieure d'architecture de Paris-Val de Seine a été créée par décret en 2001, en même temps que l'école nationale supérieure d'architecture de Paris-Malaquais, pour remplacer quatre établissements de la région parisienne : 
- École d’architecture de Paris-Conflans (ex-U.P.4)
- École d’architecture de Paris-la Seine (ex-U.P.9)
- École d’architecture de Paris-Villemin (ex-U.P.1)
- École d'architecture de Paris-la-Défense (ex-U.P.5) - les enseignants, élèves et personnels de ces deux dernières étant en principe libres de leur affectation à l'une ou l'autre école[2],[3].

De 2001 à 2007, l’école reste répartie entre les sites géographiques hérités de ces anciens établissements, à savoir une partie des locaux de l'École nationale supérieure des beaux-arts à Paris, ainsi que le Séminaire de Conflans à Charenton-le-Pont (et Nanterre jusqu'en 2004).
Depuis le 23 avril 2007, l’école est implantée au sein du Campus Paris Rive Gauche, dans le 13e arrondissement de Paris, aux côtés de l’Université Paris-Diderot (aujourd'hui membre d'Université Paris-Cité tout comme l'ENSAPVS).

## Bâtiment

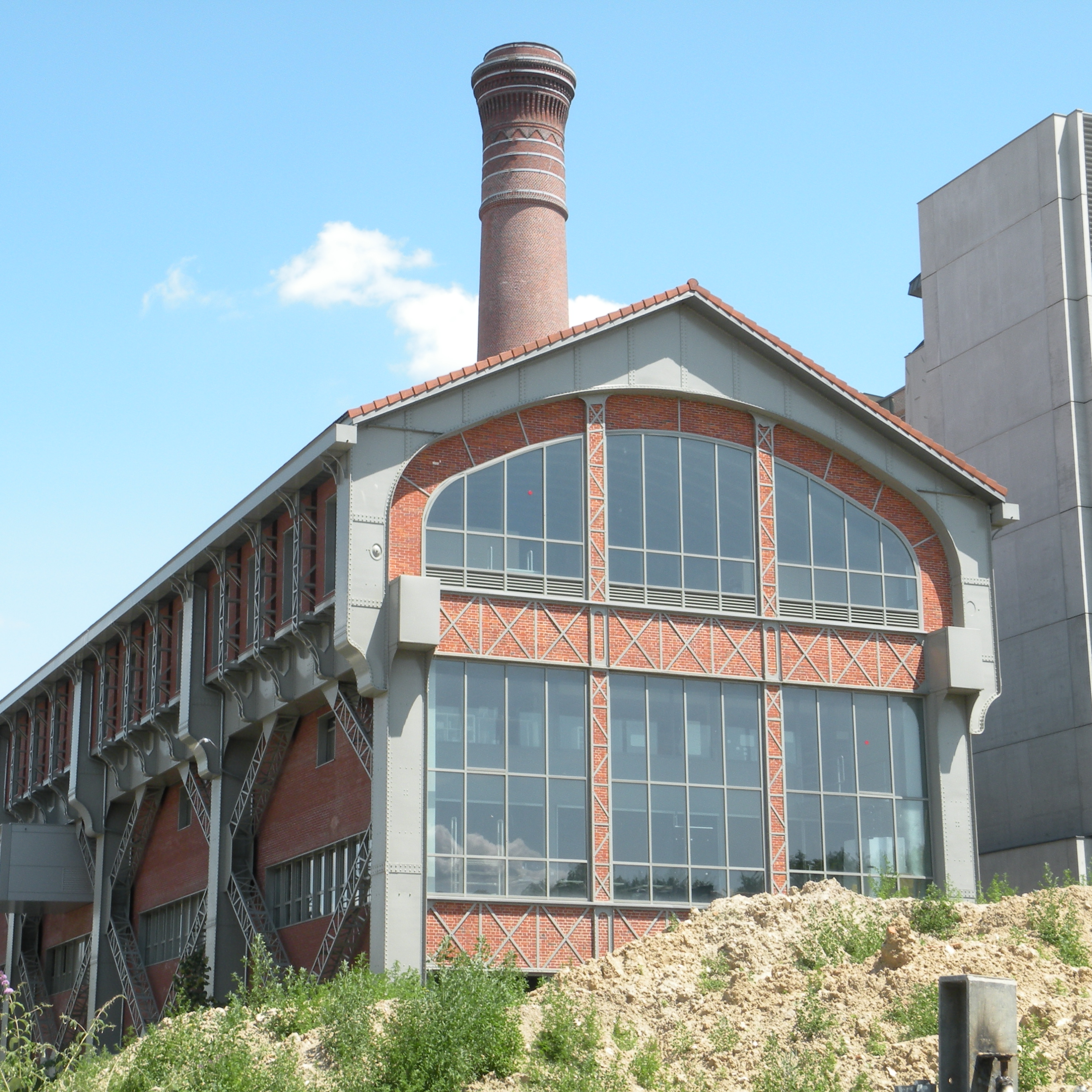
Le bâtiment de l’ancienne usine d’air comprimé

L’école est implantée sur le site d’une ancienne usine d’air comprimé de la Sudac, édifiée en 1891 par l'architecte Guy Lebris et l'ingénieur Joseph Leclaire. La halle et la cheminée d'usine, réhabilités depuis, font l’objet d’une inscription au titre des monuments historiques depuis le 29 juin 1994. Un nouveau bâtiment de sept étages a été construit à leurs côtés. Le projet a été confié à l’architecte parisien Frédéric Borel qui a remporté en 2002 la consultation lancée par le ministère de la Culture et de la Communication, à laquelle avaient également participé les architectes Antoinette Robain & Claire Guieysse, Pierre-Louis Faloci, Anne Lacaton & Jean-Philippe Vassal, ainsi que Jean-Marc Ibos & Myrto Vitart. 
Frédéric Borel a réhabilité l’ancienne halle en métal et en briques rouges de la Sudac. Le point d’orgue de ce bâtiment est la bibliothèque, qui avec ses mezzanines, est située sous la voute de la halle, sur toute la longueur de l’édifice. 
Entre les deux bâtiments se trouvent le hall et une cour. Dans la cheminée en briques rouges de l’ancienne usine, un escalier en colimaçon dessert deux passerelles faisant le lien entre la halle et ses programmes techniques (salles informatiques, bibliothèque, matériauthèque) et le nouveau bâtiment et ses programmes théoriques (ateliers, salles de cours). 
Le nouvel édifice est conçu comme un anti-bloc. À l’image d’une ville, le bâtiment est composé d’une multitude de volumes ayant des formes et des matières variées. Ils s’articulent autour de larges rues intérieures, de passerelles et de terrasses. 
L’école fait face à la Seine. Elle est bordée par le quai Panhard-et-Levassor au nord-est et par le boulevard du Général-d'Armée-Jean-Simon au sud-est. Les programmes nécessaires à l’enseignement de l’architecture sont répartis dans les deux bâtiments sur une surface de 15 000 m2. 
- Halle SUDAC : 
  - Mezzanine : bibliothèque
  - R+2 : matériauthèque, bibliothèque
  - R+1 : laboratoire photo, salles informatiques
  - Entresol : salles de cours
  - RDC : salle d’expositions

- Nouveau bâtiment : 
  - Mezzanines : laboratoires de recherche
  - R+7 : laboratoires de recherche, salles d’arts plastiques
  - R+6 : ateliers, groupes de projets
  - R+5 : ateliers
  - R+4 : ateliers
  - R+3 : ateliers
  - R+2 : studios
  - R+1 : administration, salles de cours
  - Entresol : reprographie, accès aux amphithéâtres 310, 180 et 120
  - RDC : hall, poste de sécurité, cafétéria, accès à l’amphithéâtre 310
  - R-1 : parking

## Études
L’école nationale supérieure d'architecture de Paris-Val de Seine prépare aux diplômes suivants : 
- Diplôme d’études en architecture, conférant le grade de licence : baccalauréat + 3 ans
- Diplôme d’État d’architecte, conférant le grade de master : baccalauréat + 5 ans
- Habilitation à exercer la maîtrise d’œuvre en nom propre (HMONP) : baccalauréat + 6 ans

Les études sont d’une durée de 5 ans. Elles sont composées de deux cycles de formation (licence et master) comprenant des enseignements répartis dans des unités d’enseignement (UE) semestrielles. La licence (Diplôme d’études en architecture) peut être obtenue en 3 ans (6 semestres) et doit l’être en 4 ans maximum. Le master (Diplôme d’État d’architecte) doit être obtenu en 2 ans (4 semestres) et doit l’être en 3 ans maximum. Ce cursus peut être complété par une sixième année professionnalisante (HMONP), par des études dans un master spécialisé ou par un doctorat. 
Depuis sa création, les étudiants de l’école avaient l’habitude d’être répartis dans trois structures d’enseignement, issues des écoles qui ont formé l’ENSAPVS. Ces structures faisaient la spécificité de cette école :
- Studios : une structure horizontale où les étudiants sont très encadrés et répartis par année.
- Ateliers : une structure verticale où les étudiants sont beaucoup plus libres et où les années sont mélangées.
- Groupes de projet : une structure à la frontière entre les deux autres.

Depuis la réunification de l’école sur le site de Paris Rive Gauche, l’administration tente d’estomper ces anciennes structures, au profit de groupes numérotés. Les étudiants sont désormais libres de changer de groupe d’un semestre à l’autre. 

### Licence
D’une durée de trois ans, le cycle licence permet à l’étudiant d’acquérir les bases d’une culture architecturale ainsi que les outils, les concepts et la méthodologie qui lui sont nécessaires pour développer des projets. 
L’enseignement touche les domaines de la pratique du projet architectural, de l’histoire et de la théorie de l’architecture, des sciences et des techniques de la construction, des arts et des sciences sociales.
Le cycle licence comprend deux stages : un stage ouvrier ou de chantier en seconde année et un stage de première pratique en troisième année. 
À l’issue de la validation des six semestres du cycle licence, l’étudiant est titulaire du Diplôme d’études en architecture.

### Master
D’une durée de deux ans, les enseignements du cycle master permettent à l’étudiant de s’inscrire dans des perspectives d’insertion dans les différents métiers de l’architecture, de la maîtrise d’œuvre ou de la recherche. L’enseignement touche les domaines de la pratique du projet architectural et urbain, des villes et des sociétés, des techniques, de l'environnement et des arts. 
Le cycle master comprend un stage : un stage de formation pratique en seconde année. L’étudiant doit également rédiger un mémoire et présenter un projet de fin d’études (PFE) devant un jury. 
À l’issue de la validation des quatre semestres du cycle master, l’étudiant est titulaire du Diplôme d’État d’architecte. Les diplômés peuvent exercer une activité salariée dans les agences d’architecture, les entreprises, les services publics ou encore les collectivités locales, en tant qu’architecte.

### Masters de spécialisation
En cohabilitation avec des universités, l’école propose aux étudiants diplômés au grade de master de suivre une formation de spécialisation d’une année :
- Masters de recherche :	
  - Histoire et civilisation comparées, spécialité ville patrimoine et architecture, avec Université Paris-Cité
  - Géographie et aménagement, spécialité dynamiques urbaines et comparées, avec l’Université Paris-Nanterre
- Masters professionnels :
  - Aménagement et urbanisme, avec l'Université Paris-Nanterre
  - Acoustique architecturale, avec Sorbonne Université

### HMONP
Le titulaire d’un Diplôme d’État d’architecte ne peut pas s’inscrire à l’Ordre des architectes, ni réaliser un projet sous sa propre responsabilité. Pour cela, il doit suivre un cursus d’un an supplémentaire. Cette formation comprend 150 heures d’enseignement et une mise en situation professionnelle de six mois minimum. Elle permet aux architectes d’approfondir et d’actualiser leurs connaissances dans trois champs spécifiques : la responsabilité du maître d’œuvre, l’économie du projet et les réglementations, normes et usages.
Le diplôme est décerné par le directeur de l’établissement au nom de l’État, après décision d’un jury composé d’au moins deux tiers d’architectes praticiens. Un étudiant titulaire de son Diplôme d’État d’architecte peut entrer dans la vie active, puis venir quelques années plus tard devant le jury pour présenter son parcours afin d'obtenir son Habilitation à exercer la maîtrise d’œuvre en son nom propre.

## Relations internationales
L’école compte environ 15 % d’étudiants étrangers dans ses effectifs. 
Dans le cadre du programme Erasmus, elle est liée à environ 30 écoles et facultés d’architecture en Europe telles que Bologne, Catane, Ferrare, Florence, Milan, Naples, Rome, Venise, Grenade, Madrid, Séville, Tolède, Valence, Valladolid, Aachen, Hambourg, Leipzig, Oulu, Tampere, Göteborg, Umeå, Anvers, Liège, Louvain-la-Neuve, Athènes, Bucarest, Gdansk, Varsovie, Wroclaw et Prague. 
Des conventions bilatérales ont été signées avec des écoles d’architecture internationales dans les villes de Brisbane, Québec, Ames, San Luis Obispo, Lawrence, Caracas, Mexico, Buenos Aires, Rio de Janeiro, Sao Paulo, Rabat, Moscou, Jérusalem, Incheon, Nagoya, Alger et Oran.

## Recherche et théorie
L’école nationale supérieure d'architecture de Paris-Val de Seine comprend deux laboratoires de recherche :
- Le Centre de Recherche sur l’Habitat (CRH)  http://www.crh.archi.fr/ est l’une des sept composantes du Laboratoire Architecture Ville Urbanisme Environnement (LAVUE)  http://www.lavue.cnrs.fr, comptant parmi les unités mixtes de recherches (UMR n°7218) du Centre National de la Recherche Scientifique (CNRS).
- L'Espace Virtuel de Conception Architecturale et Urbaine (EVCAU) : laboratoire s’intéressant aux outils numériques pouvant répondre aux besoins de la conception architecturale et urbaine.

## Ressources pour les étudiants
Les étudiants de l’école nationale supérieure d'architecture de Paris-Val de Seine ont accès aux équipements suivants : 
- Bibliothèque : un fonds de plus de 18 000 ouvrages, une centaine d’abonnements à des revues spécialisées françaises et étrangères, ainsi que des travaux d’étudiants : mémoires, projets de fin d’études.
- Matériauthèque : centre de ressources techniques et technologiques qui propose des échantillons de produits et de matériaux, ainsi que des fiches de mise en œuvre et des dossiers techniques classés par thèmes.
- Laboratoire photo-vidéo : mise à disposition d’appareils photos argentiques et numériques, de caméras et de bancs de montage analogiques et numériques.
- Salles informatiques : 140 postes informatiques, imprimantes et traceurs en accès libre.

## Diffusion de la culture architecturale
Grâce à ses trois amphithéâtres, pouvant accueillir respectivement 310, 180 et 120 personnes (au total environ 600 personnes), et à sa salle d’exposition de 700 m2, l’école accueille de très nombreuses manifestations : conférences de professionnels de l’architecture et de l’urbanisme, expositions thématiques, présentation des travaux des étudiants. 

## Élèves notables
- Maud Caubet